# Biała (gmina w województwie warszawskim)
Biała (do 1931 Brwilno; od 1973 Stara Biała) – dawna gmina wiejska istniejąca do 1954 roku w woj. warszawskim. Siedzibą władz gminy była Biała.
Gmina powstała 11 lipca 1931 roku w powiecie płockim w woj. warszawskim w związku z przemianowaniem gminy Brwilno na Biała.
Po wojnie gmina zachowała przynależność administracyjną. Według stanu z 1 lipca 1952 roku gmina składała się z 23 gromad. Według stanu z 1 lipca 1952 roku gmina składała się z 37 gromad.
Gminę zniesiono 29 września 1954 roku wraz z reformą wprowadzającą gromady w miejsce gmin. Z jej obszaru powstała wówczas m.in. gromada Biała Stara.
Jednostki nie przywrócono 1 stycznia 1973 w związku z reaktywowaniem gmin, utworzono natomiast jej terytorialny odpowiednik, gminę Stara Biała, początkowo z  siedzibą w Starej Białej, następnie w Białej.